# Biserica de lemn din Bonț, Cluj

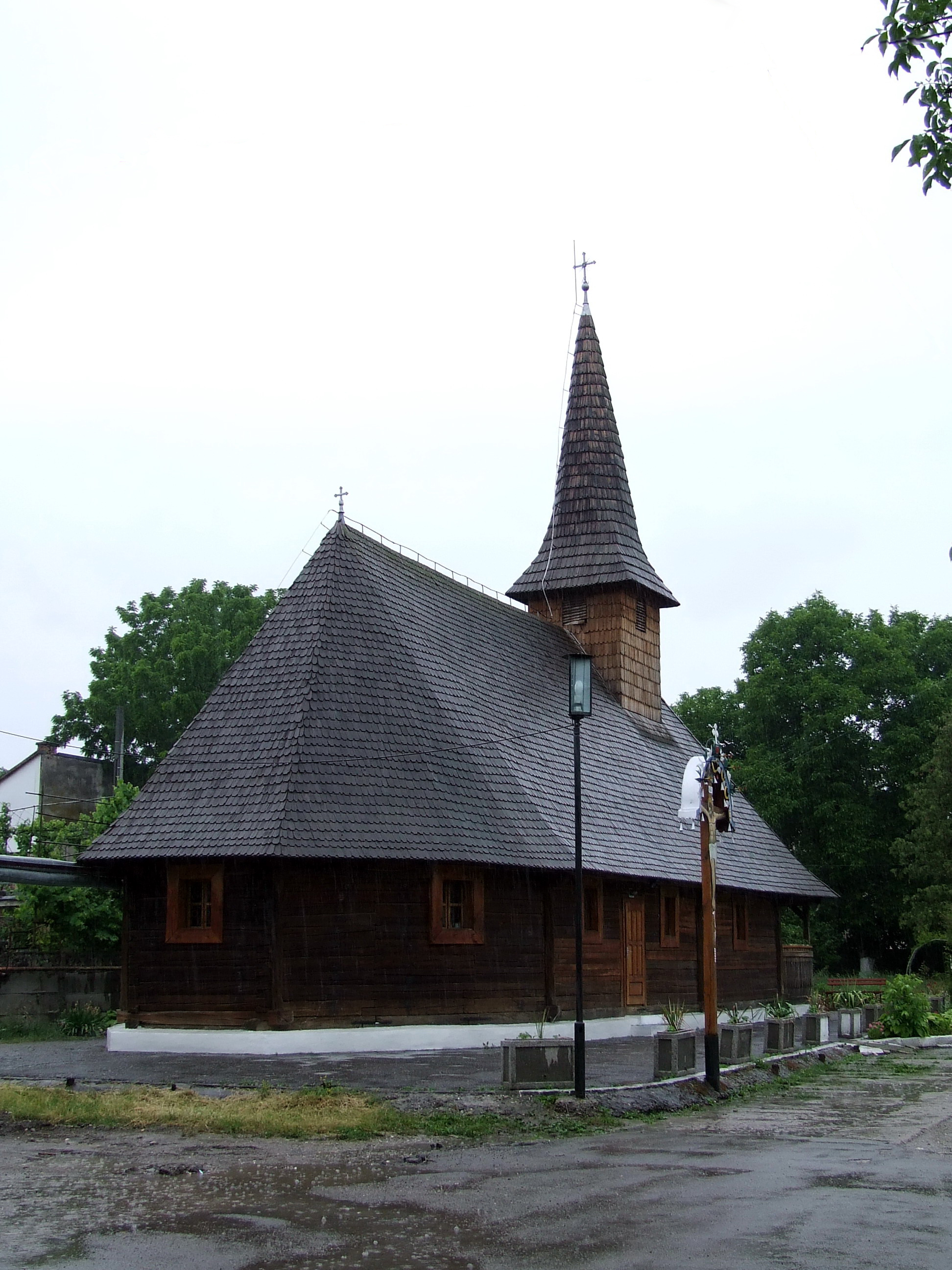
Biserica de lemn din Bonţ, mutată în curtea spitalului municipal Dej, județul Cluj, foto: 2009

Biserica de lemn din Bonț, construită în anii 1829-1831, scoasă din uz după ridicarea bisericii de zid, în 1984, avea hramul „Sfinții Arhangheli Mihail și Gavriil”. Mutată în anul 1996 în curtea spitalului municipal Dej, biserica a primit un nou hram: „Sfinții doctori fără de arginți Cosma și Damian”. A fost repictată în perioada 2000-2001 de pictorul Vasile Nițescu din București. Biserica se află pe noua listă a monumentelor istorice sub cod LMI CJ-II-m-B-07596.

## Istoric și trăsături
Biserica, de dimensiuni medii, și-a păstrat în mare măsură forma constructivă în urma mutării de la Bonț la Dej. Sub aspectul planimetriei, biserica este împărțită în pronaos, naos și absida altarului. Aceasta din urmă nu este decroșată, are formă poligonală cu opt laturi. Intrarea în biserică se face în ax, pe latura de vest. Intrarea este precedată de un pridvor ce acoperă tot peretele de vest. Deasupra pronaosului regăsim un turn relativ scund, ce are câte o fereastră pe fiecare parte. Turnul este acoperit de un coif cilindric.
La interior, pronaosul este separat de naos prin intermediul unui perete ce are deschizături. Partea superioară a acestui perete se sprijină pe baluștri. Naosul are o boltă semicilindrică. Pictura bisericii a fost acoperită în anul 1941. 
Aflată într-o stare proastă, biserica a fost salvată prin mutarea ei în curtea spitalului din Dej. Ulterior acestei mutări, biserica a fost repictată în perioada 2000-2001.

## Imagini

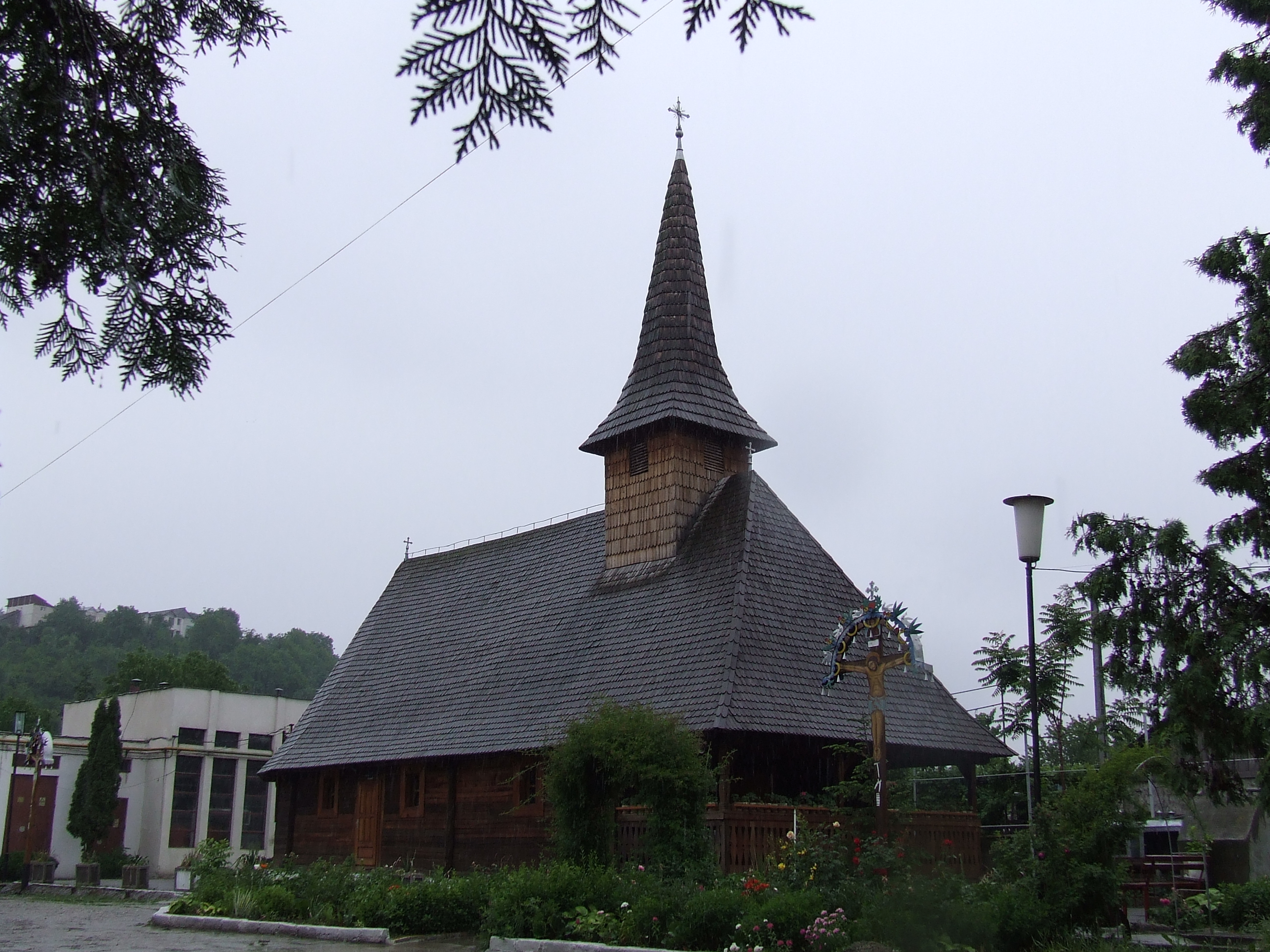
Vedere de ansamblu
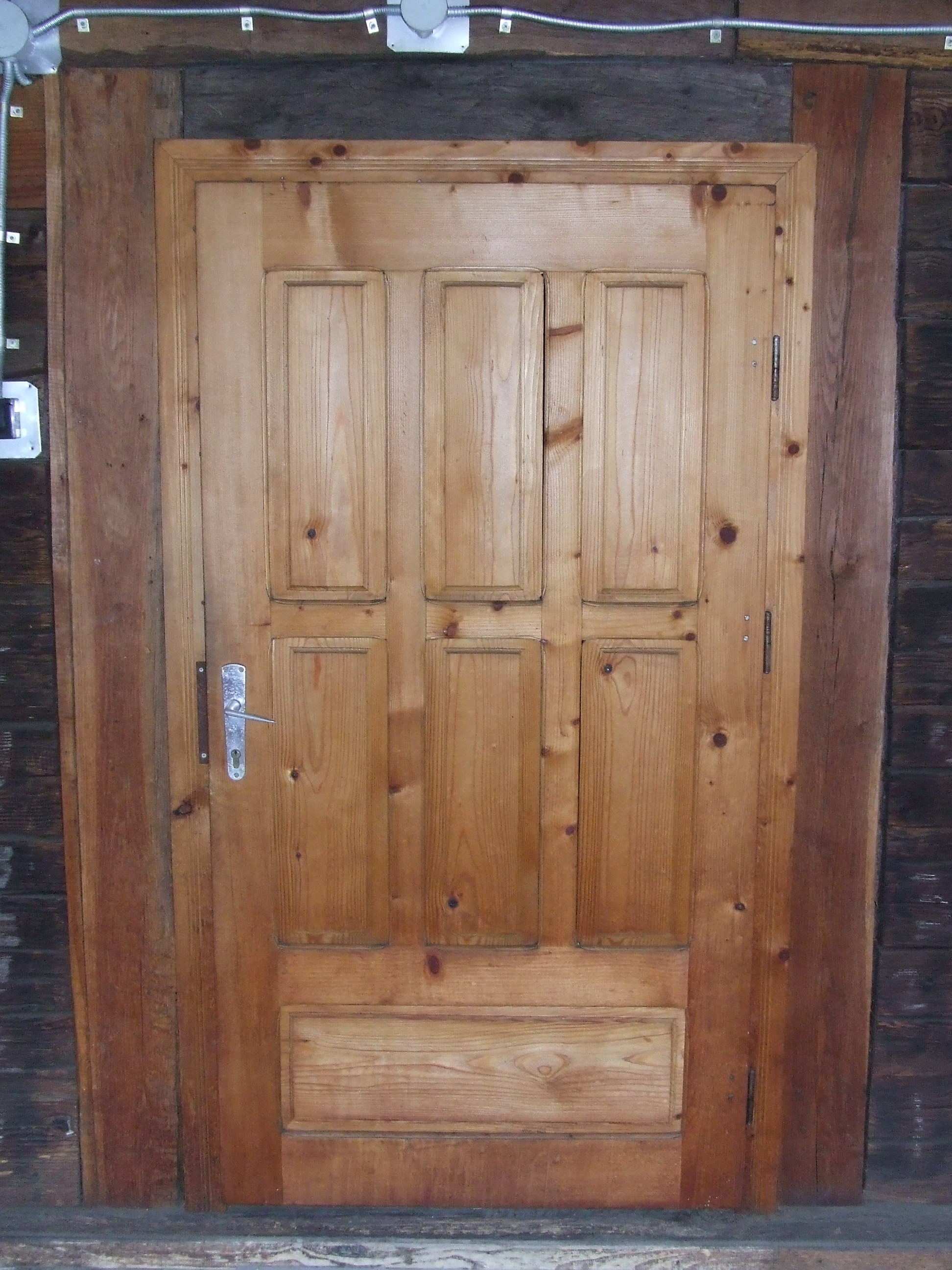
Uşa bisericii
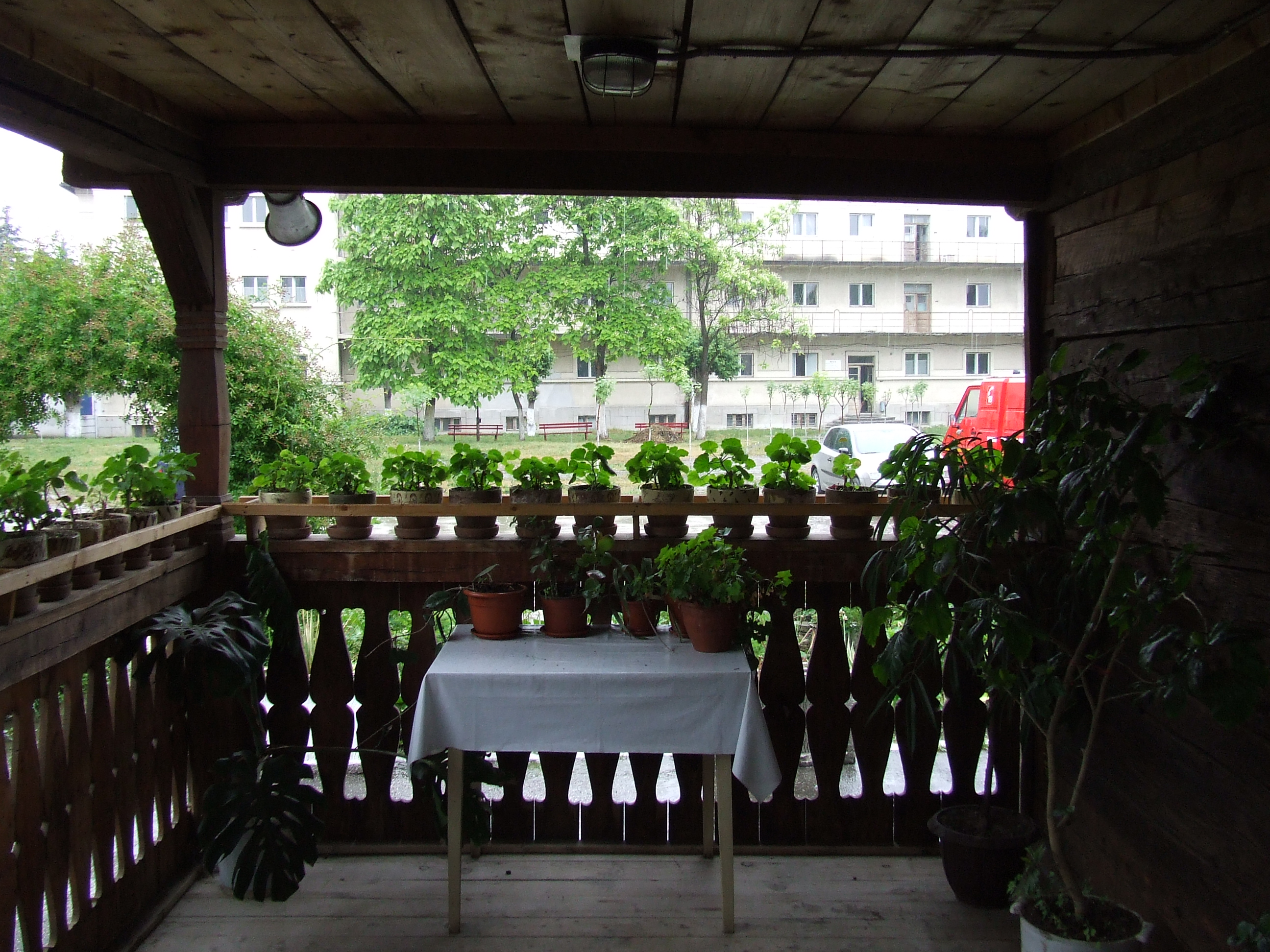
Pe prispa bisericii
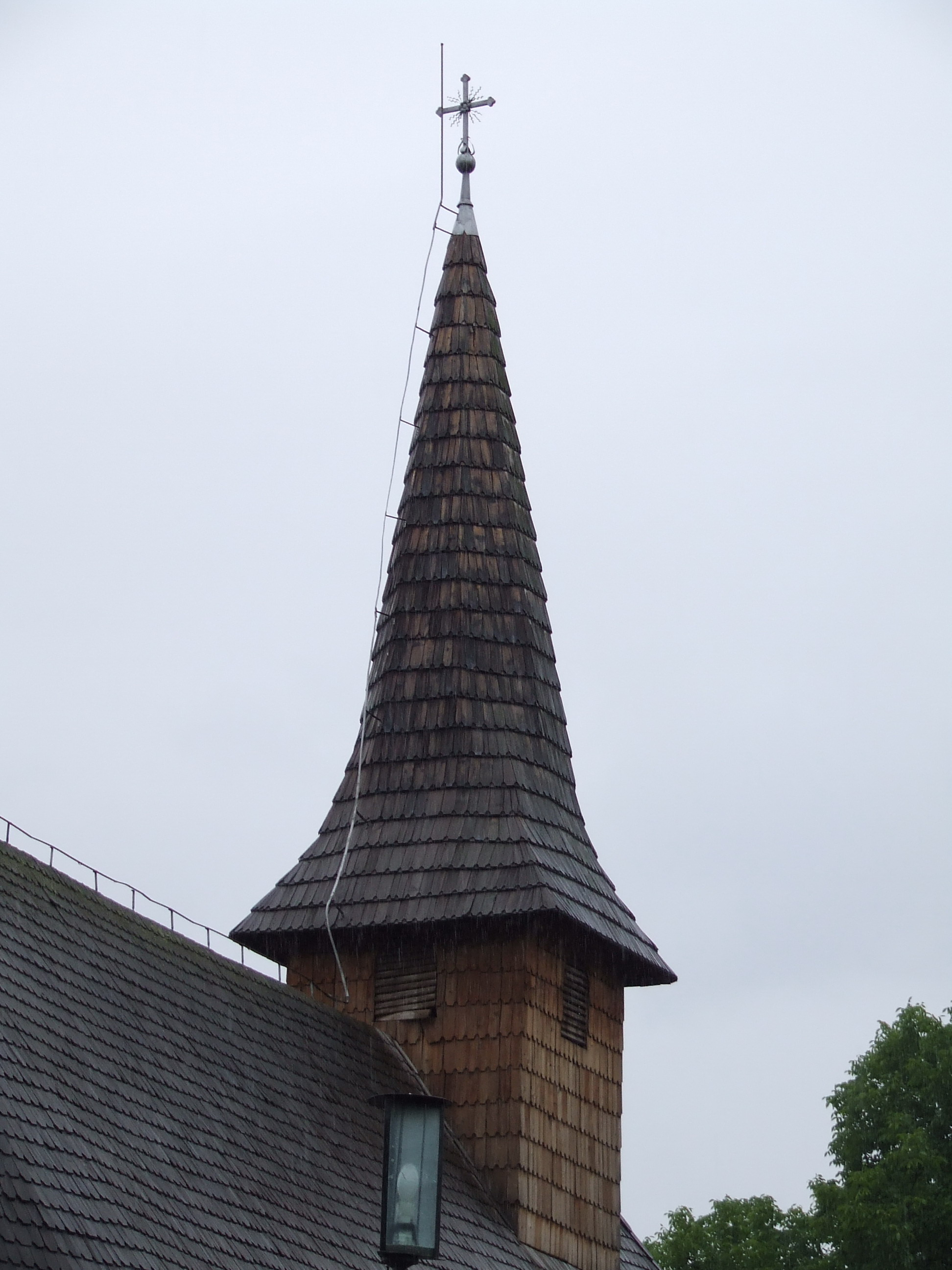
Turnul bisericii
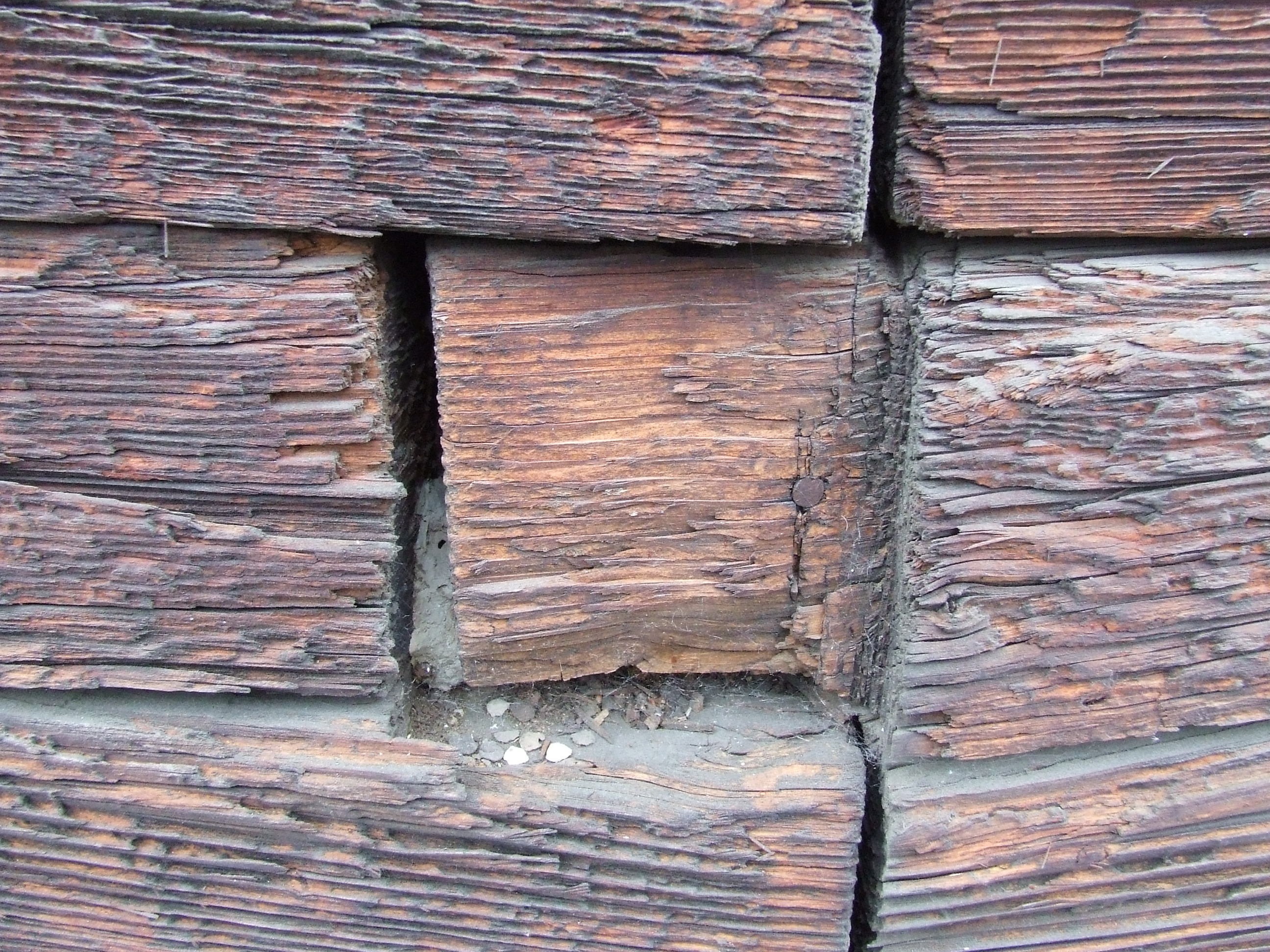
Îmbinare
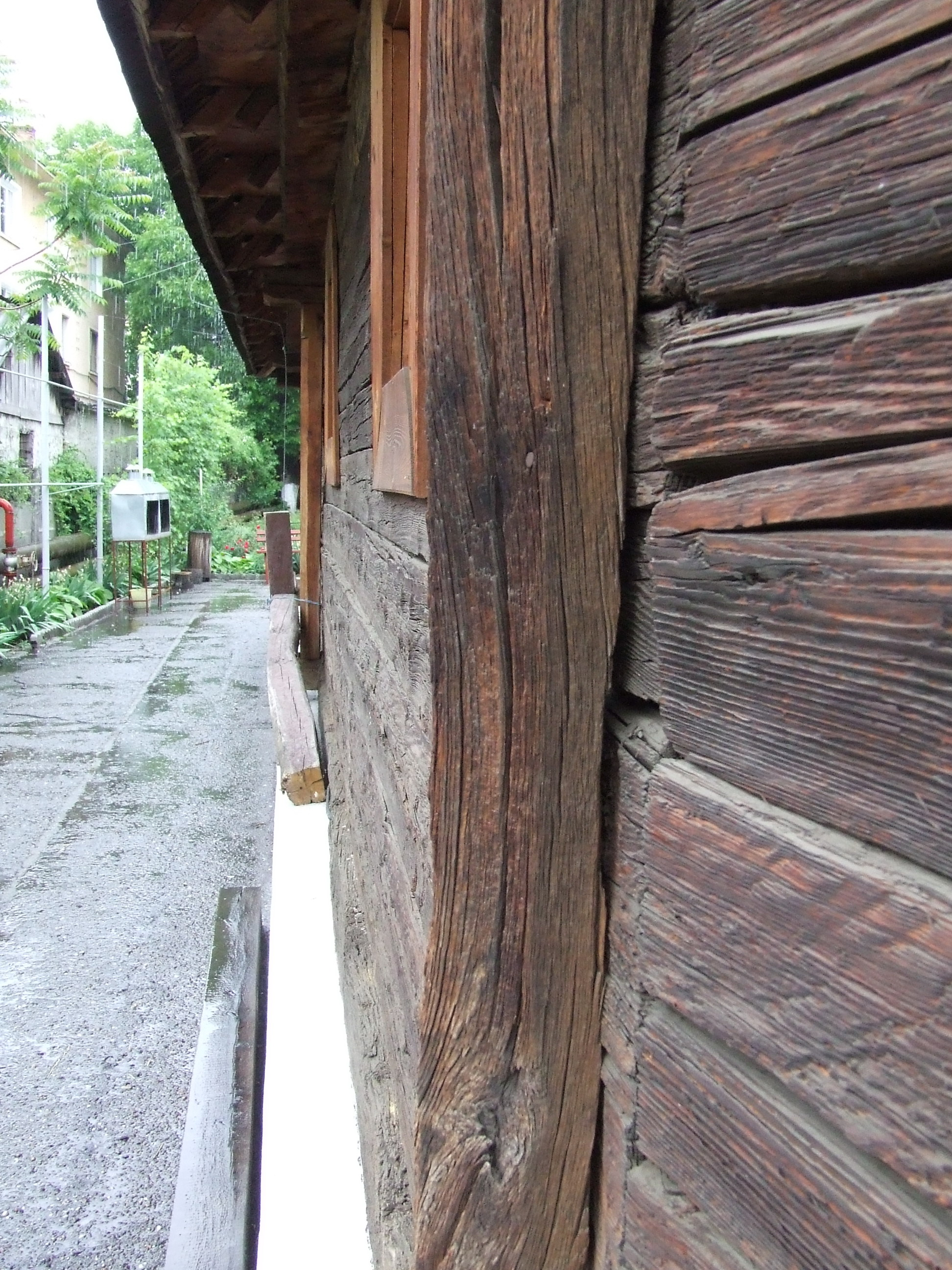
Sub streaşina bisericii
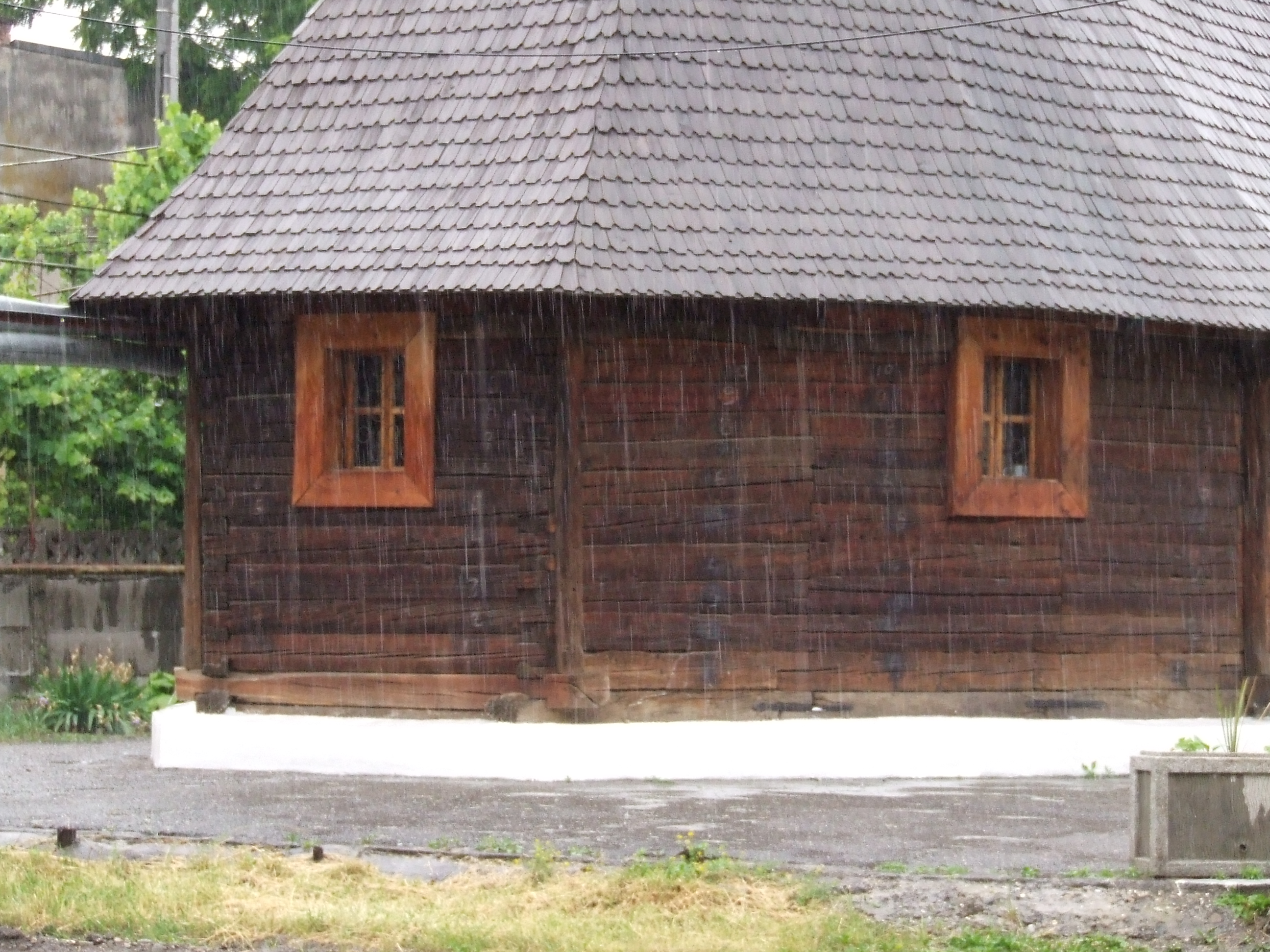
Absida altarului, prin ploaie...
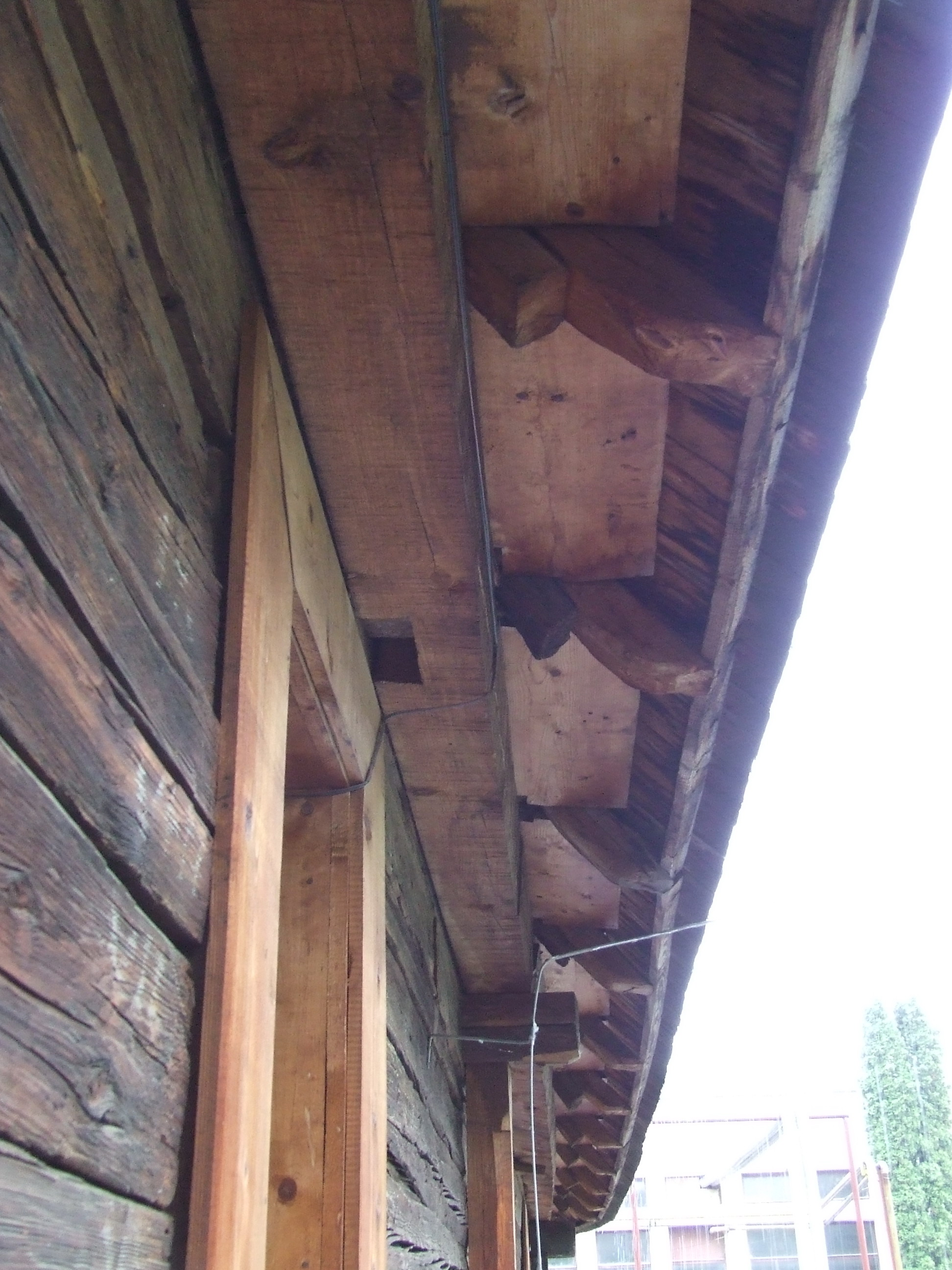
Marginea acoperişului